# 주레바논 대한민국 대사관
주레바논 대한민국 대사관(아랍어: سفارة جمهورية كوريا في لبنان, 프랑스어: Ambassade de Corée du Sud au Liban)은 1981년 레바논 베이루트에 개설된 대한민국 외교부 소속의 대사관이다. 이 공관은 대한민국이 수교하지 않은 시리아를 겸임하고 있다.

## 역사
대한민국은 1970년 1월 14일 주베이루트 통상 대표부를 설치했고, 1981년 2월 12일 레바논과 외교 관계를 수립함과 동시에 레바논 주재 대사관을 개설했다. 그 뒤 레바논 내전으로 1987년 6월 공관을 요르단으로 이전(주요르단 대한민국 대사관이 겸임)했었으나 1995년 9월 26일 다시 대사관을 열었다. 2007년에 유엔 평화 유지 활동 참여의 일환으로 대한민국이 파견한 동명 부대가 레바논 티르 지역에 주둔하고 있다.
레바논과의 외교 교섭 및 협력 추진, 경제, 통상 관련 교섭 및 협력 추진, 레바논 내 경제, 통상 관련 민원(시리아 포함), 양국 간 문화 교류 증진 사업 추진, 여권 및 사증 발급, 문서 공증 업무, 레바논 내 국민 보호 등의 업무를 수행한다.

## 같이 보기
- 주한 레바논 대사관
- 대한민국의 재외공관 목록
- 레바논 주재 외국공관 목록
- 대한민국-레바논 관계